# زيش ريهمان
زيش ريهمان (14 أكتوبر 1983 المملكة المتحدة - ) هو لاعب كرة قدم باكستاني، يلعب كمدافع.

## وصلات خارجية
زيش ريهمان على موقع الاتحاد الدولي (مؤرشف)  (الإنجليزية)
- زيش ريهمان على موقع قاعدة بيانات كرة القدم.إي يو (الإنجليزية)
- زيش ريهمان على موقع ناشيونال فوتبول تيمز (الإنجليزية)
- زيش ريهمان على موقع Soccerbase.com (لاعب) (الإنجليزية)
- زيش ريهمان على موقع Soccerway.com (الإنجليزية)
- زيش ريهمان على موقع عالم كرة القدم.نت (الإنجليزية)